# Polymerurus callosus
Polymerurus callosus är en djurart som tillhör fylumet bukhårsdjur, och som beskrevs av Brunson 1950. Polymerurus callosus ingår i släktet Polymerurus och familjen Chaetonotidae. Inga underarter finns listade i Catalogue of Life.